# St. Paulus (Innsbruck)

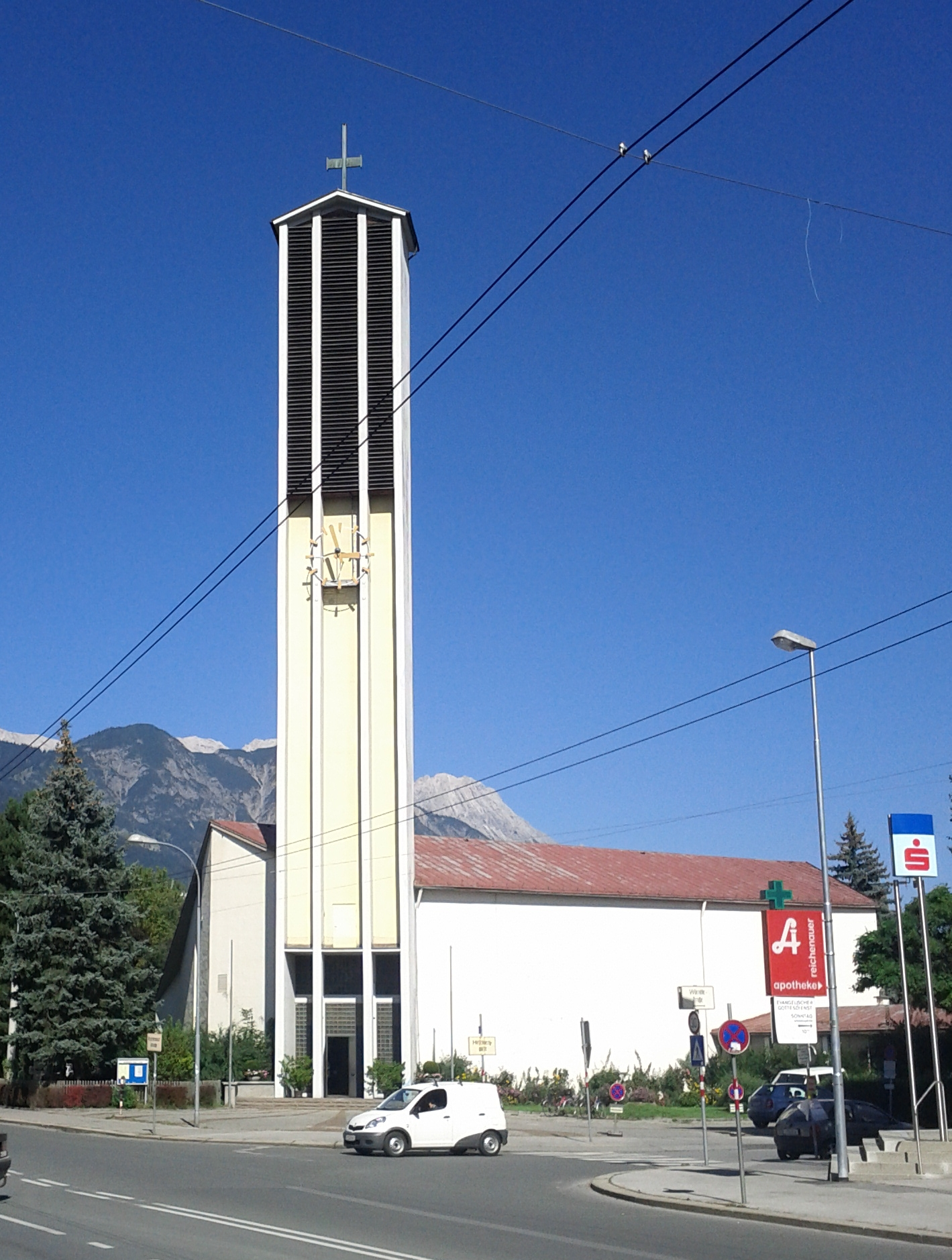
Landesgedächtniskirche St. Paulus (2011)

Die Landesgedächtniskirche St. Paulus, häufig nur Pauluskirche genannt, ist eine römisch-katholische Pfarrkirche im Innsbrucker Stadtteil Reichenau. Sie wurde 1959 bis 1960 erbaut und ist dem Apostel Paulus geweiht. Die Kirche steht unter Denkmalschutz (Listeneintrag).

## Geschichte
Aufgrund der Bevölkerungszunahme und der daraus entstehenden Wohnungsnot in Innsbruck nach dem Zweiten Weltkrieg entstand ab 1952 in der Reichenau ein neuer Stadtteil für über 10.000 Bewohner. 1954 wurde in einer ehemaligen Magazinsbaracke des aufgelassenen städtischen Bauhofs im Pradler Saggen am Rande des neuen Wohngebietes eine Notkirche eingerichtet, die dem Unbefleckten Herzen Mariä geweiht war. Zum 150-jährigen Gedenken an den Tiroler Freiheitskampf von 1809 und dem silbernen Priesterjubiläum von Bischof Paulus Rusch richtete das Land Tirol eine Stiftung „Tiroler Landesgedächtniskirche St. Paulus“ ein. Zu den 2 Millionen Schilling des Landes kamen 800.000 Schilling aus Spenden der Bevölkerung. 
Im Beisein der Landesregierung unter Landeshauptmann Hans Tschiggfrey legte Bischof Rusch am 9. April 1959 den Grundstein für die neue Kirche. Im Februar 1960 wurde die Firstfeier begangen und das Turmkreuz geweiht. Am 26. und 27. November 1960 weihte Bischof Rusch die Kirche von außen und innen. Am 1. Jänner 1961 erfolgte die Erhebung von St. Paulus zur selbstständigen Pfarre, die aus Teilen der Pfarren Pradl, Neupradl und Dreiheiligen gebildet wurde. Aus der zu groß gewordenen Pfarre ging 1984 die Pfarre St. Pirmin im Süden der Reichenau hervor.
2015 wurde die Kirche nach einer Generalsanierung von Bischof Manfred Scheuer am 22. November wieder neu eröffnet. Nun findet man im neuen Gebäude direkt an der Kirche angeschmiegt ein Café eine Bibliothek, ein Jugendzentrum und genug Platz für die Jungschar und einen Pfarrsaal der oft für Kaffee und Kuchen nach der Kirche verwendet wird.  

## Beschreibung

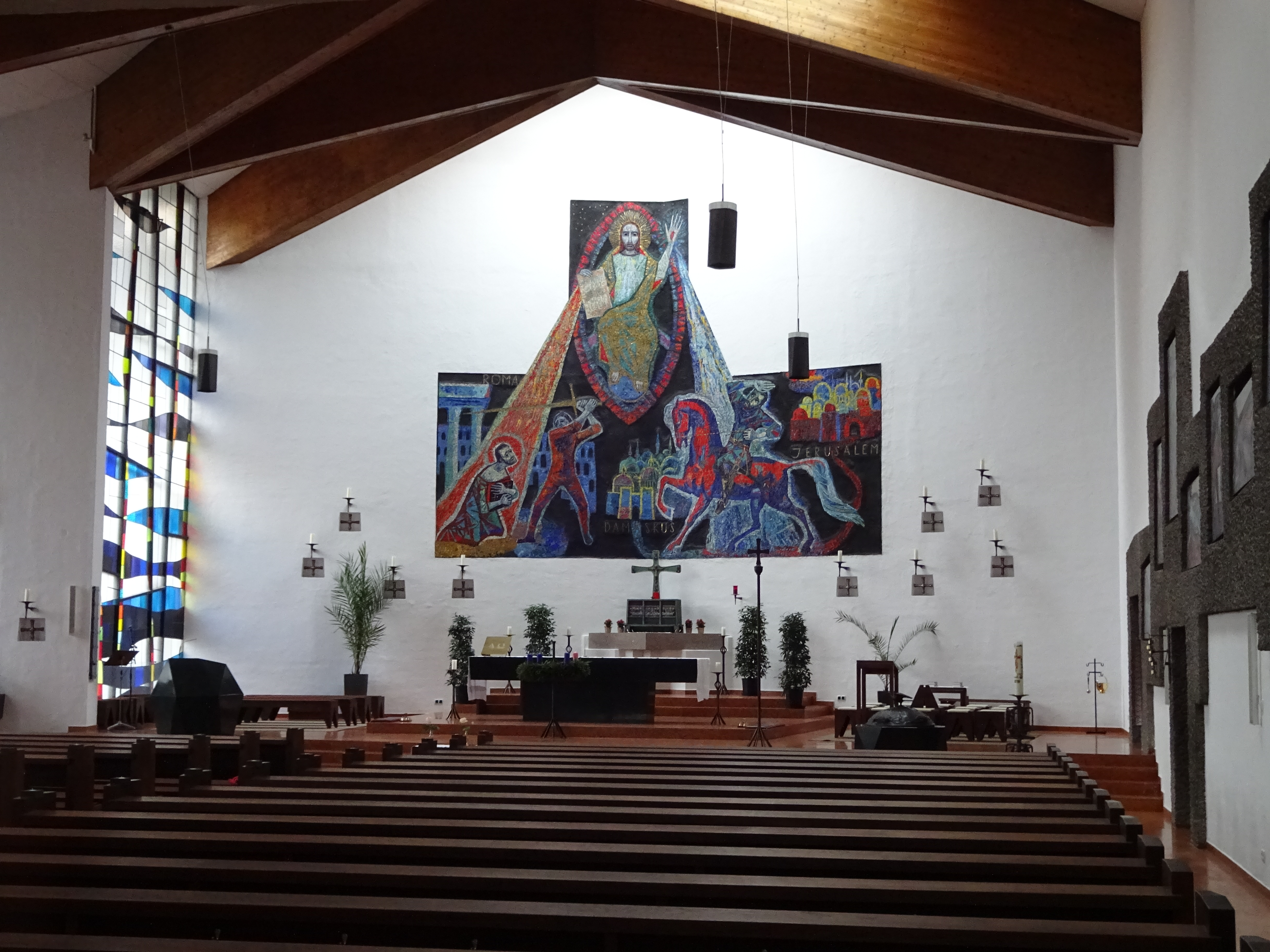
Blick zum Altarraum

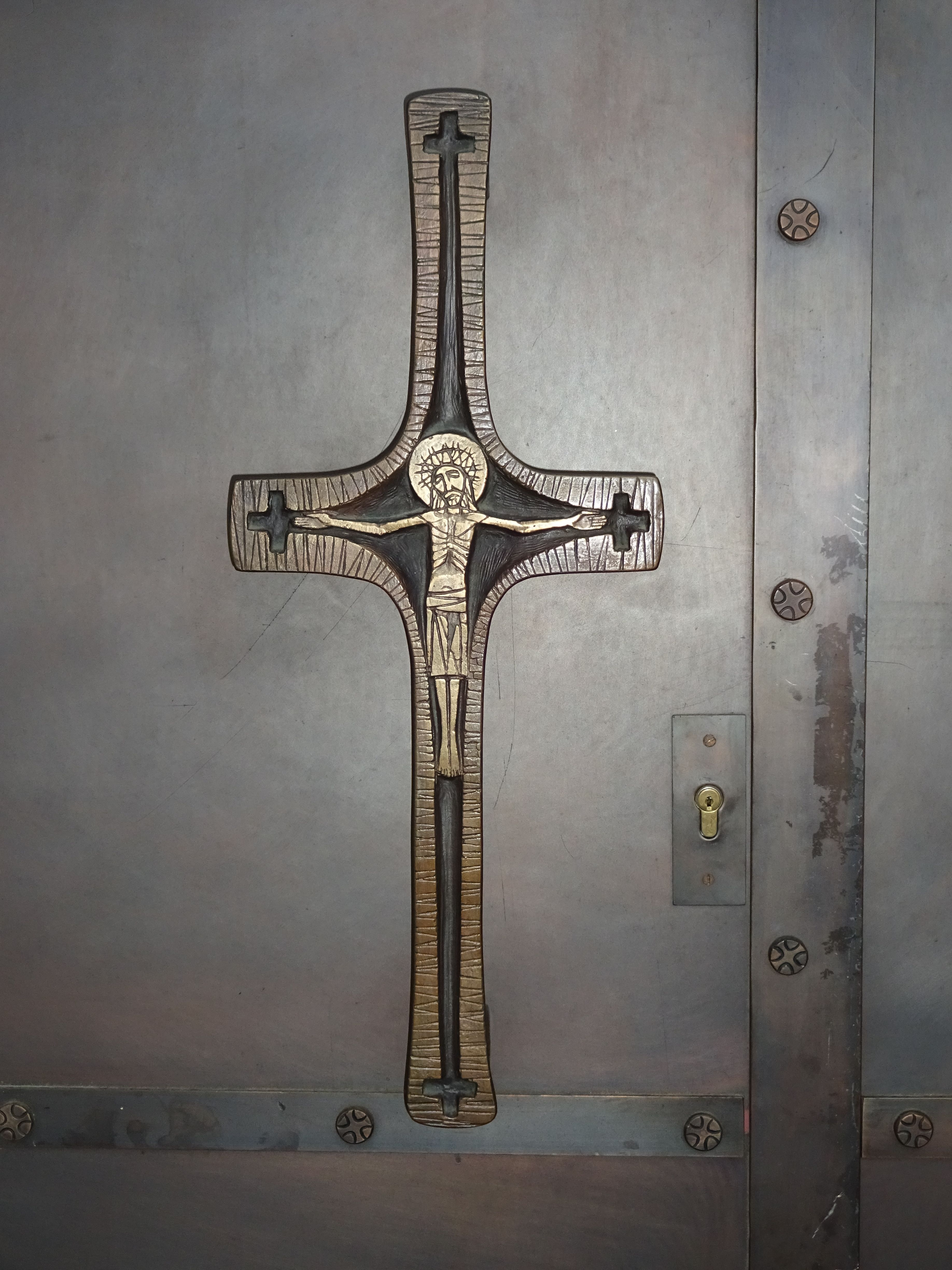
Türgriff mit Darstellung des Gekreuzigten

Die Kirche wurde von 1959 bis 1960 als Ergebnis eines Wettbewerbs nach den Plänen des Architekten Martin Eichberger errichtet. St. Paulus ist ein Stahlbetonbau auf einer 900 m² großen polygonalen Grundfläche. Die Ost- und die Westwand sind nach außen geknickt, die Nordwand zur Reichenauer Straße ist gestaffelt mit wandhohen Glasmosaikfenstern und senkrecht dazu stehenden Wänden. Die Südwand ist fensterlos und bis auf den Verbindungstrakt zum Pfarrhaus ungegliedert. In der Westecke ist der 46 m hohe Turm mit dem Haupteingang angebaut. Die ursprünglich offene Glockenstube wurde später verschlossen.
Die Saalkirche ist innen nach Osten ausgerichtet, der Altarraum ist erhöht. An der Ostwand befindet sich das Altarmosaik von Max Spielmann mit der Darstellung der Bekehrung des hl. Paulus auf dem Weg von Jerusalem nach Damaskus und seiner Hinrichtung in Rom, darüber Christus in der Mandorla. Darunter befand sich ursprünglich der Hochaltar, der nach der Liturgiereform des Zweiten Vatikanischen Konzils nach vorne in den Raum gerückt wurde. An der gestaffelten Nordwand finden sich die Seitenaltäre mit Darstellungen der Muttergottes und des hl. Don Bosco, die von Karl Obleitner aus bemalten Keramikplatten geschaffen wurden. An der hintersten Wand findet sich ein Kruzifix von Max Spielmann. Die Glasmosaikfenster wurden ebenfalls von Max Spielmann entworfen und von der Tiroler Glasmalerei- und Mosaikanstalt ausgeführt. Auch die weitere Inneneinrichtung, wie der Tabernakel mit der Darstellung des Letzten Abendmahls, der Kreuzweg an der Südwand, das Taufbecken, die Apostelkreuze, die Weihwasserbecken und die Türgriffe wurde von Max Spielmann gestaltet.
Im Westen befindet sich die von sieben Stützen getragene Orgelempore. Auf ihr befindet sich eine mechanische Schleifladenorgel mit zwei Manualen, 25 Registern und 1832 Pfeifen, die von Walcker-Mayer & Cie. in Guntramsdorf gebaut wurde.
Die vier Glocken wurden von der Glockengießerei Grassmayr gegossen und 1961 geweiht. Sie wiegen 550, 310, 1305 und 765 kg und sind dem hl. Rupert, dem sel. Engelbert Kolland, dem hl. Josef und der hl. Maria geweiht.